# پپسی‌کو
پپسی‌کو (به انگلیسی: PepsiCo) شرکت صنایع غذایی چندملیتی آمریکایی است، که ستاد مرکزی آن در منطقه هریسن نیویورک قرار دارد. شرکت پپسی در سال ۲۰۱۳ پس از نستله در رتبه دوم فهرست بزرگترین تولیدکنندگان نوشیدنی و مواد غذایی جهان قرار گرفت. در این فهرست شرکت‌های کوکاکولا، آرچر دنیلز میدلند و انهایزر-بوش اینبیف در رتبه‌های بعدی قرار دارند.
این شرکت در حوزه تولید، فروش و توزیع اغذیه‌های بر پایه دانه‌های خوراکی، نوشیدنی‌ها و دیگر محصولات غذایی، فعالیت می‌کند. شرکت پپسی‌کو در سال ۱۹۶۵ از ادغام شرکت‌های پپسی‌کولا و فریتو-لی، در نیو برن، تأسیس شد.
بر پایه آمار سال ۲۰۰۹ در حدود ۶۳٪ درصد از محصولات این شرکت را مواد خوراکی و ۳۷٪ درصد را نوشیدنی‌ها تشکیل می‌دهند. پپسی‌کو محصولات خود را در قالب ده‌ها نام تجاری مختلف عرضه می‌کند، که ۱۹ محصول آن، سالانه بیش از ۱ میلیارد دلار فروش دارند. از جمله این برندها می‌توان به: پپسی، سون‌آپ، میرندا، چای لیپتون، آکوافینا، چیتوز، پپسی مکس، فریتوز و واکرز اشاره کرد.
محصولات شرکت پپسی در بیش از ۲۰۰ کشور جهان توزیع می‌شود، که به‌طور متوسط سالانه درآمدی بالغ بر ۶۶ میلیارد دلار کسب می‌کند.